# Манастир Светог Илије на Волујици
Манастир Светог Илије на брду Волујици код Бара, припада митрополији црногорско-приморској, Српске православне цркве.

## Историја
Цркву је дала изградити српска краљица Јелена Анжујска. Црква је освештана 1932. године од патријарха Гаврила Дожића. Назив брда, на чијем је једном од врхова храм, је у уској етимолошкој вези са именом свеца коме је црква посвећена, Светом Илијом. Налази се на трећем врху по висини (141. метру надморске висине), на западном дијелу брда, изнад Луке Бар и каменолома.  То је једна од најстаријих цркава у барском крају и деценијама је била препуштена зубу времена. Пријетило јој је потпуно урушавање крова и зидова. Почетком 2014. група радника Луке Бар започела је обнову цркве Светог Илије на Волујици, а један од њих, Мило Драговић, је рекао да је тоне материјала требало изнијети на врх брда гдје се црква налази. У обнови су учествовали грађани свих вјероисповијести у том крају. Грађани су помагали, неко новчано, неко у материјалу. То је била друга санација цркве.
Црква је временом страдала од земљотреса, али и од константних минирања у Луци Бар. Била је оронула и само што није пала. Драговић је ступио у контакт прво са Мијом Радоњићем, а затим и са Пешом Петрановићем, да нешто учине и спасу цркву од вандала, скрнављења и падања крова. У цркви се, сваке године обављала литургија на Светог Илију, а тадашњи старјешина храма Светог Јована Владимира, протојереј Ђорђе Кнежевић, је био у току свих активности групе Барана. Договор је био да се црква врати у првобитно стање. Ојачали су зидове, олтар и крст. Највише су, ипак, радили докери Луке Бар, а међу њима је било и католика и муслимана истиче Драговић. Исте године је одржан и донаторски концерт за уређење цркве Светог Илије, а учествовали су КУД Свети Јован Владимир, Јединство, Румија из Бара, Бока из Тивта, Ђурђевданско коло из Подгорице, те барски плесни студио Хабанера и етногрупа Зора.
Обнова је трајала двије године. Манастирску цркву је освештао бивши митрополит црногорско-приморски Амфилохије, на Илиндан, 2. августа 2015. Тада је и за изузетан допринос на обнови овог, али и других храмова, крстом наградио оца Ђорђа Кнежевића. Грамате-захвалнице добили су Зоран Луковић, Миодраг Радоњић и руска држављанка Маргарита Тацијева, која је са помоћницима живописала храм. Кумови славе су 2015. били Горан Укшановић и Мирослав Милић, а кумство су за идућу 2016. годину преузели Томислав Стевић и Јелена Кнежевић.
Митрополит Јоаникије је 13. новембра 2021. освештао новосаграђени конак и чесму. Чесму је дао изградити добротвор свете обитељи Драго Милашевић. Данас (2024.) је то женски манастир, са двије руске монахиње и рођене сестре, Јованом и Антусом.

## Галерија

### Освештање цркве на Илиндан, 2. августа 2015.
- Митрополит црногорско-приморски Амфилохије при доласку у манастир, који је касније освештао.

### Илиндан, 2. августа 2019.
- Конак
- Мозаик Св. Илије изнад улаза у цркву
- Иконостас
- Поглед на Бар из дворишта свете обитељи
- Пут ка светој обитељи, 2019.
- Пут ка светој обитељи, 2019.